# Tomaspis semirufa
Tomaspis semirufa är en insektsart som beskrevs av Melichar 1915. Tomaspis semirufa ingår i släktet Tomaspis och familjen spottstritar. Inga underarter finns listade i Catalogue of Life.